# 安东尼·埃弗里特
安东尼·埃弗里特（英語：Anthony Everitt，1940年1月31日—）是一位英国作家，《衛報》与《金融时报》撰稿人，主要作品有《哈德良传：罗马的荣光》（HADRIAN AND THE TRIUMPH OF ROME）等。